# Мексико Сити еПри
Мексико Сити еПри е кръг от шампионата за болиди с електрическо задвижване Формула Е под егидата на ФИА. Провежда се от сезон 2015/16 на първенството всяка година на пистата Аутодромо Ерманос Родригес в Мексико Сити, Мексико.

## История
На 19 ноември 2015 г. е обявено, че петият кръг от сезон 2015/16 ще се състои в Мексико Сити на овалната конфигурация (с малки модификации) на пистата Аутодромо Ерманос Родригес, което превръща този кръг в първия, провеждан на перманентна състезателна писта. Първият старт на пистата се състои на 12 март 2016 г.

## Писта
Конфигурацията на пистата за стартове от Формула е дълга 2,1 км, има 18 завоя и използва познатата от стартове от Формула 1 секция с бейзболния стадион. Дизайнът ѝ е дело на Агустин Деликадо Соменьо.

## Спонсори и официални имена
- 2016: няма – ФИА Формула Е Мексико Сити еПри 2016
- 2017: Юлиус Бер – ФИА Формула Е Юлиус Бер Мексико Сити еПри 2017

## Победители
| Година | Победител        | Отбор                 | Време (Об.)    | Най-бърза обиколка | Пол позишън      | Дата    | Доклад |
| ------ | ---------------- | --------------------- | -------------- | ------------------ | ---------------- | ------- | ------ |
| 2016   | Жером Д'Амброзио | Драгън Рейсинг        | 48:28.409 (43) | Никола Прост       | Жером Д'Амброзио | 12 март | Доклад |
| 2017   | Лукас ди Граси   | АБТ Шефлер Ауди Спорт | 56:27.535 (45) | Себастиен Буеми    | Оливър Търви     | 1 април | Доклад |

## Статистика

### Победи

#### Пилоти
| Победи | Пилот            | Постигнати |
| ------ | ---------------- | ---------- |
| 1      | Жером Д'Амброзио | 2016       |
| 1      | Лукас ди Граси   | 2017       |

#### Отбори
| Победи | Отбор                 | Постигнати |
| ------ | --------------------- | ---------- |
| 1      | Драгън Рейсинг        | 2016       |
| 1      | АБТ Шефлер Ауди Спорт | 2017       |

#### Националност на пилотите
| Победи | Страна   | Постигнати | Пилоти |
| ------ | -------- | ---------- | ------ |
| 1      | Белгия   | 2016       | 1      |
| 1      | Бразилия | 2017       | 1      |

### Пол позиции

#### Пилоти
| ПП | Пилот            | Постигнати |
| -- | ---------------- | ---------- |
| 1  | Жером Д'Амброзио | 2016       |
| 1  | Оливър Търви     | 2017       |

#### Отбори
| ПП | Отбор          | Постигнати |
| -- | -------------- | ---------- |
| 1  | Драгън Рейсинг | 2016       |
| 1  | НекстЕВ НИО    | 2017       |

#### Националност на пилотите
| ПП | Страна         | Постигнати | Пилоти |
| -- | -------------- | ---------- | ------ |
| 1  | Белгия         | 2016       | 1      |
| 1  | Великобритания | 2017       | 1      |

### Най-бърза обиколка

#### Пилоти
| НОБ | Пилот           | Постигнати |
| --- | --------------- | ---------- |
| 1   | Никола Прост    | 2016       |
| 1   | Себастиен Буеми | 2017       |

#### Отбори
| НОБ | Отбор       | Постигнати |
| --- | ----------- | ---------- |
| 2   | Рено е.дамс | 2016, 2017 |

#### Националност на пилотите
| ПП | Страна    | Постигнати | Пилоти |
| -- | --------- | ---------- | ------ |
| 1  | Франция   | 2016       | 1      |
| 1  | Швейцария | 2017       | 1      |